# Rolf Apitzsch
Rolf Apitzsch (né en 1943) est un astronome amateur allemand. Son observatoire (de) (code UAI 198) est situé à Wildberg, dans le Bade-Wurtemberg.
Le Centre des planètes mineures le crédite de la découverte de quatre-vingt-neuf astéroïdes, découvertes effectuées entre 2004 et 2015.
L'astéroïde (29214) Apitzsch lui a été dédié,.

## Astéroïdes découverts
| (117506) Wildberg         | 5 février 2005    |
| (144496) Reingard         | 14 mars 2004      |
| (192158) Christian        | 14 décembre 2006  |
| (198700) Nataliegrünewald | 5 février 2005    |
| (210174) Vossenkuhl       | 16 octobre 2006   |
| (216893) Navina           | 28 février 2009   |
| (218900) Gabybuchholz     | 8 mars 2007       |
| (218901) Gerdbuchholz     | 10 mars 2007      |
| (220495) Margarethe       | 17 février 2004   |
| (224962) Michaelgrünewald | 11 mars 2007      |
| (225225) Ninagrünewald    | 26 septembre 2008 |
| (225239) Ruthproell       | 19 août 2008      |
| (233653) Rether           | 23 août 2008      |
| (233707) Alfons           | 26 septembre 2008 |
| (233880) Urbanpriol       | 26 novembre 2008  |
| (236800) Broder           | 24 août 2007      |
| (236810) Rutten           | 9 septembre 2007  |
| (243094) Dirlewanger      | 6 septembre 2007  |
| (243096) Klauswerner      | 12 septembre 2007 |
| (249010) Abdel-Samad      | 26 août 2007      |
| (278200) Olegpopov        | 11 mars 2007      |
| (367404) Andreasrebers    | 29 août 2008      |